# Peronnelle L'Espicière
Peronnelle L'Espicière (svenska: 'Kryddhandlaren Peronnelle'), död efter 1307, var en fransk affärsidkare. Hon var officiell hovleverantör av kryddor till kungen av Frankrike med titeln Espicière le roy mellan 1299 och 1307, en mycket ovanlig ställning för en kvinna. 

## Biografi
Peronnelle noterades som kryddhandlare i Paris år 1292. Hon hade ärvt ett kryddföretag tillsammans med sin bror, men var uppenbarligen företagets överhuvud, då hennes bror taxerades för mindre och i skattelängden namngavs som "Hennes bror Pierre", en benämning som normalt endast gjordes då man ville tydliggöra vem som var husets eller företagets överhuvud. Att systrar ärvde en del av företaget tillsammans med en bror var inte ovanligt i medeltidens Paris, men normalt sett brukade dessa inte vara den dominanta eller överordnade parten i affärsverksamheten. 
Peronnelle var framgångsrik och listas åren 1296-1300 som första skattebetalare i bostadskvarteret Petit Point, där kungen bodde. Hon var också den kryddhandlare som beskattades högst. Hennes framgång är tydlig i skattelängderna: de flesta kryddhandlare i Paris betalade en skatt på 1 livres, medan hon betalade en skatt på 6-8 livres.  
År 1299 listas hon med titeln som kungens officiella hovleverantör av kryddor, Espicière le roy. Fransk lag förbjöd någon köpman att ha monopol på varor till kungahuset, även om det i praktiken förekom, men enligt sed delades dock titeln hovleverantör ut till särskilt gynnade leverantörer som en hederstitel. Det var mycket ovanligt för en kvinna att utnämnas till officiell hovleverantör, och det förekom bara en handfull gånger utöver detta: Peronnelle de Crepon var kungens tapetmakare år 1374, en annan kvinna med namnet Peronnelle var kungens handskmakare 1368-75, liksom Jeanne från Dammartin (1387). Ytterligare en kvinna var hovleverantör till en mindre medlem av kungahuset, då Jeanne L'Espicière var officiell kryddhandlare hos grevinnan av Artois. Peronnelle L'Espicière omnämns senast som hovleverantör år 1307, men dokumentation saknas länge efter denna tidpunkt och det är inte känt hur länge hon hade denna ställning. 